# ولتاژ هسته پردازنده
ولتاژ هسته CPU (V CORE) ولتاژ منبع تغذیه ای است که به CPU (که یک مدار دیجیتال است)، GPU یا دیگر دستگاه‌های شامل یک هسته پردازشی داده می‌شود. مقدار توانی که CPU استفاده می‌کند که معادل است با مقدار گرمایی که تولید می‌کند، محصول این ولتاژ و جریانی است که می‌کشد. در CPUهای مدرن، که مدارهای CMOS هستند، جریان تقریباً متناسب با سرعت ساعت است، CPU تقریباً هیچ جریانی بین چرخه‌های ساعت نمی‌کشد. (اما نشت زیر آستانه را ببینید .)

## صرفه جویی در انرژی و سرعت ساعت
برای صرفه جویی در مصرف برق و مدیریت گرما، بسیاری از پردازنده‌های لپ تاپ و دسکتاپ دارای یک ویژگی مدیریت انرژی هستند که نرم‌افزار (معمولاً سیستم عامل) می‌تواند از آن برای تنظیم سرعت ساعت و ولتاژ هسته به صورت پویا استفاده کند.
اغلب یک ماژول تنظیم کننده ولتاژ از ۵ ولت یا ۱۲ ولت یا برخی ولتاژهای دیگر به هر ولتاژ هسته CPU مورد نیاز CPU تبدیل می‌شود.
روند به سمت ولتاژهای هسته پایین‌تر است که باعث صرفه جویی در مصرف انرژی می‌شود. این امر طراح CMOS را با چالشی روبرو می‌کند، زیرا در CMOS ولتاژها فقط به زمین می‌روند و ولتاژ منبع، دروازه و پایانه‌های تخلیه FET‌ها فقط ولتاژ تغذیه یا ولتاژ صفر را در سرتاسر خود دارند.
فرمول ماسفت: {\displaystyle \,I_{D}=k((V_{GS}-V_{tn})V_{DS}-(V_{DS}/2)^{2})} می‌گوید که جریان {\displaystyle I_{D}} عرضه شده توسط FET متناسب با ولتاژ منبع گیت است که با یک ولتاژ آستانه کاهش می‌یابد. {\displaystyle V_{tn}} که به شکل هندسی کانال و گیت FET و خصوصیات فیزیکی آنها به ویژه ظرفیت خازنی بستگی دارد. برای کاهش {\displaystyle V_{tn}} (برای کاهش ولتاژ تغذیه و افزایش جریان ضروری است) باید ظرفیت خازن را افزایش داد. با این حال، باری که رانده می‌شود یک گیت FET دیگر است، بنابراین جریان مورد نیاز آن متناسب با ظرفیت است، که در نتیجه طراح را ملزم می‌کند که ظرفیت خازن را پایین نگه دارد.
بنابراین، گرایش به سمت ولتاژ تغذیه پایین‌تر برخلاف هدف سرعت کلاک بالا عمل می‌کند. فقط بهبود در فتولیتوگرافی و کاهش ولتاژ آستانه به هر دو امکان می‌دهد یکباره بهبود پیدا کنند. فرمول نشان داده شده در بالا برای ماسفت‌های کانال طولانی است. با نصف شدن مساحت ماسفت‌ها هر ۱۸ تا ۲۴ ماه (قانون مور)، فاصله بین دو پایانه سوئیچ ماسفت که طول کانال نامیده می‌شود، کمتر و کوچکتر می‌شود. این امر ماهیت رابطه بین ولتاژ و جریان پایانه را تغییر می‌دهد.
اورکلاک یک پردازنده سرعت کلاک آن را به قیمت ثبات سیستم افزایش می‌دهد. تحمل سرعت کلاک بالاتر اغلب به ولتاژ هسته بالاتر نیاز دارد که به قیمت مصرف انرژی و اتلاف گرما نیاز تمام می‌شود. به این حالت "اورولتینگ" می‌گویند. Overvolting معمولاً شامل اجرای یک پردازنده بدون مشخصات آن است که ممکن است به آن آسیب برساند یا عمر CPU را کوتاه کند.

## سی پی یو دو ولتاژ
یک CPU دو ولتاژ از طراحی اسپلیت ریل استفاده می‌کند تا هسته پردازنده بتواند از ولتاژ پایین‌تری استفاده کند، در حالی که ولتاژهای ورودی/خروجی خارجی (I/O) برای سازگاری با عقب در ۳٫۳ ولت باقی می‌مانند.
یک CPU تک ولتاژ از یک ولتاژ برق واحد در سراسر تراشه استفاده می‌کند که هم برق ورودی/خروجی و هم توان داخلی را تأمین می‌کند. طبق آمار سال ۲۰۰۲ ریزپردازنده# بازار، اکثر CPUها CPUهای تک ولتاژی هستند. همه CPUهای قبل از Pentium MMX CPUهای تک ولتاژی هستند.
CPUهای جفت ولتاژ برای افزایش کارایی زمانی که افزایش سرعت کلاک و فرآیندهای ساخت نیمه هادی ظریف تر باعث تولید گرمای بیش از حد و نگرانی‌های منبع تغذیه می‌شد، به خصوص در مورد رایانه‌های لپ تاپ معرفی شدند. با استفاده از یک رگولاتور ولتاژ، سطوح ولتاژ ورودی/خروجی خارجی به ولتاژهای پایین‌تر تبدیل شد تا توان مصرفی کاهش یابد و در نتیجه گرمای کمتری برای توانایی کار در فرکانس‌های بالاتر ایجاد شود.
VRT یک ویژگی در پردازنده‌های قدیمی اینتل P5 Pentium است که معمولاً برای استفاده در یک محیط تلفن همراه در نظر گرفته شده‌است. این به جدا کردن منبع ولتاژ هسته از ولتاژ I/O اشاره دارد. یک پردازنده VRT دارای ولتاژ هسته 3.3 VI/O و ۲٫۹ ولت است که در مقایسه با یک پردازنده پنتیوم معمولی با ولتاژ ورودی/خروجی و هسته ۳٫۳ ولت در مصرف انرژی صرفه جویی می‌کند. تمام پردازنده‌های Pentium MMX و بعد از آن از این منبع تغذیه به اصطلاح اسپلیت ریل استفاده کردند.